# Luigi Binelli Mantelli

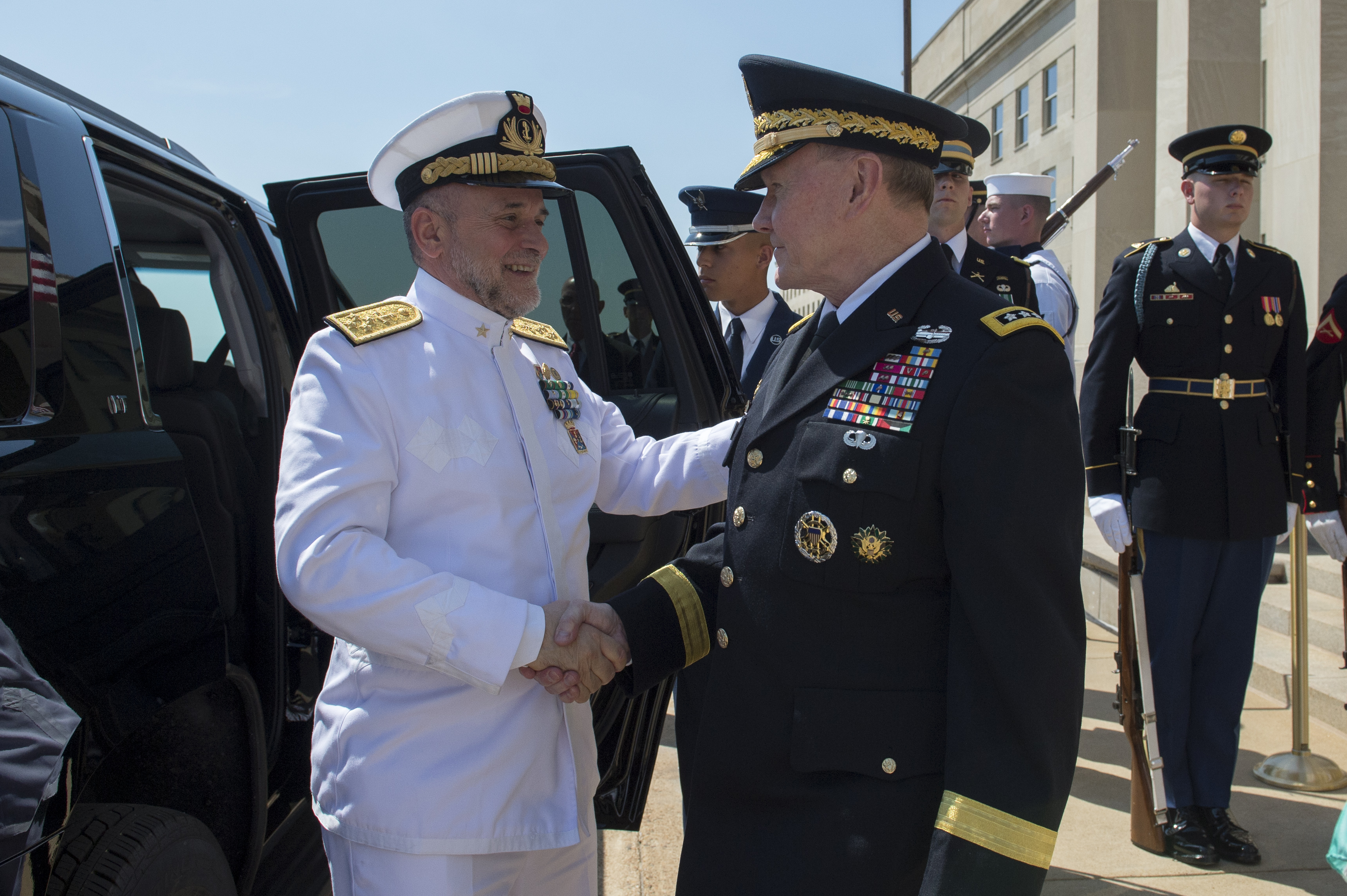
Binelli Mantelli (links) zusammen mit Martin E. Dempsey (rechts)

Luigi Binelli Mantelli (* 4. Dezember 1950 in Breno, Lombardei) ist ein Admiral der italienischen Marine im Ruhestand. Von Ende Januar 2013 bis Ende Februar 2015 war er Generalstabschef der italienischen Streitkräfte.

## Militärische Laufbahn
Binelli Mantelli absolvierte die gymnasiale Oberstufe an der Marineschule Francesco Morosini in Venedig und anschließend, zwischen 1969 und 1973, die Accademia Navale. Als Offizier diente er 1973 und 1974 auf dem Zerstörer Audace, von 1974 bis 1976 auf dessen Schwesterschiff Ardito und von 1978 bis 1980 auf der Fregatte Carabiniere. Unmittelbar danach übernahm er als Kommandant das Minenabwehrboot Platano und dann die Korvette Albatros, jeweils für ein Jahr. Von 1984 bis 1986 diente er auf dem Kreuzer Vittorio Veneto, dann von 1989 bis 1990 als Kommandant der Fregatte Grecale. Von 1994 bis 1996 kommandierte er den Flugzeugträger Giuseppe Garibaldi, mit dem er 1995 vor Somalia an der Operation United Shield teilnahm. Zwischen 1999 und 2001 befehligte er einen Hochseeverband und daneben auch den gemeinsamen amphibischen Verband Spaniens und Italiens (SIAF).
An Land war er beim Flottenkommando in Santa Rosa, beim Admiralstab im Verteidigungsministerium in Rom und an der Marineakademie in Livorno in verschiedenen Verwendungen tätig. Von 1997 bis 1999 leitete er das Finanzplanungsbüro, von 2001 bis 2004 die Planungs- und Operationsabteilung des Admiralstabs und von 2004 bis 2007 unter Admiral Giampaolo Di Paola dessen Büro im Generalstab der Streitkräfte.
Vom 30. April 2007 bis zum 20. April 2009 war Binelli Mantelli stellvertretender Chef des Admiralstabs. Zwischen dem 29. April 2009 und dem 22. Februar 2012 leitete oder unterstützte er als Befehlshaber der Flotte (CINCNAV) mehrere Operationen, darunter einen Hilfseinsatz des Trägers Cavour in Haiti sowie Einsätze gegen die Piraterie im Indischen Ozean und die Beteiligung italienischer Seestreitkräfte am internationalen Militäreinsatz in Libyen. Am 2. März 2012 wurde Binelli Mantelli zum Chef des Admiralstabs der italienischen Marine ernannt. Am 31. Januar 2013 übernahm er von General Biagio Abrate den Posten des Generalstabschefs der italienischen Streitkräfte. Am 28. Februar 2015 trat Binelli Mantelli in den Ruhestand. Sein Nachfolger als Generalstabschef wurde General Claudio Graziano.
Binelli Mantelli absolvierte von 1986 bis 1987 den Admiralstabslehrgang in Livorno, von 1996 bis 1997 die Führungsakademie der Streitkräfte in Rom und 2002 den General and Flag Officers Course am NATO Defense College in Rom.